# Zeventig discipelen

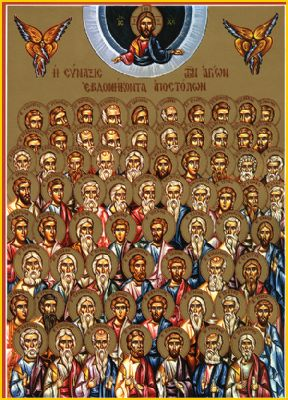
Icoon van de zeventig discipelen

De zeventig discipelen of zeventig apostelen zijn 70, of 72, vroege leerlingen van Jezus die in Lucas 10:1-24 worden genoemd. Daar worden ze twee aan twee uitgezonden om het evangelie te verkondigen. In het westerse christendom worden ze gewoonlijk als leerlingen of discipelen aangeduid, maar in het oosterse christendom spreekt men heel nadrukkelijk van apostelen.
Ze hebben een eigen feestdag, de Synaxis van de Zeventig Apostelen, op 4 januari.

## Aantal
In de manuscripten van de Alexandrijnse, bijvoorbeeld de Codex Sinaiticus, en de Cesareïsche teksttraditie staat in Lucas het aantal van 70. Dit wordt soms geïnterpreteerd als verwijzing naar de 70 volken (Genesis 10) of naar de 70 vertalers van de Septuagint. In de meeste andere Alexandrijnse en westelijke, Romeinse teksten staat vooral het getal 72. Volgens een traditie werd de Septuagint door 72 rabbijnen vertaald, zes van iedere stam van de Israëlieten, en was het getal 72 een verwijzing hiernaar.
Volgens sommigen is het getal 72 waarschijnlijk het oorspronkelijk juiste getal omdat dit getal bij het overschrijven vermoedelijk werd gewijzigd in het veel vaker voorkomende symbolische getal 70. De verandering van 72 naar 70 is waarschijnlijker dan omgekeerd.
Een aantal van de apostelen stierf de martelaarsdood, waaronder Amplias, Erastus, Olympus, Quartus, Sosipater, Stachys, Tertius en Urbanus.

## Naamlijsten
De orthodoxe traditie om de 70 gezondenen een naam te geven, gaat terug op Dorotheus van Tyrus, bisschop en martelaar uit de late 3e eeuw. Zoals vaker in de patristiek is de toewijzing van een lijst aan een vroege martelaar problematisch. De lijst met 70 namen die aan hem wordt toegeschreven, heeft men teruggevonden in een kopie, die dateert uit het begin van de 8ste eeuw. Een vergelijkbare lijst wordt aan Hippolytus van Rome toegeschreven. Daarom spreekt men van Pseudo-Dorotheus of Pseudo-Hippolytus. Het Chronicon Paschale, een Oost-Romeinse wereldkroniek van omstreeks 630, heeft ook een dergelijke lijst.
Invloedrijk in de Oosterse kerk is met name Dimitri van Rostov die een Levens van de Heiligen heeft geschreven (Kiev 1689-1705). Zelf meldt hij dat zijn bron de lijst van (Pseudo-)Dorotheus is, waarin hij verbeteringen heeft aangebracht door enkele namen te schrappen, omdat die later afvallig zouden zijn geworden en enkele andere toe te voegen, die ook in het Nieuwe Testament voorkomen en die in zijn traditie als heiligen werden vereerd. Dat waren Timoteüs, Titus, Epafras, Archippus, Aquila, Olympas, Quadratus en Achaicus.
Toen Eusebius in de 4e eeuw zijn kerkgeschiedenis schreef, vermeldde hij dat hij niet van het bestaan van zo'n lijst op de hoogte was.

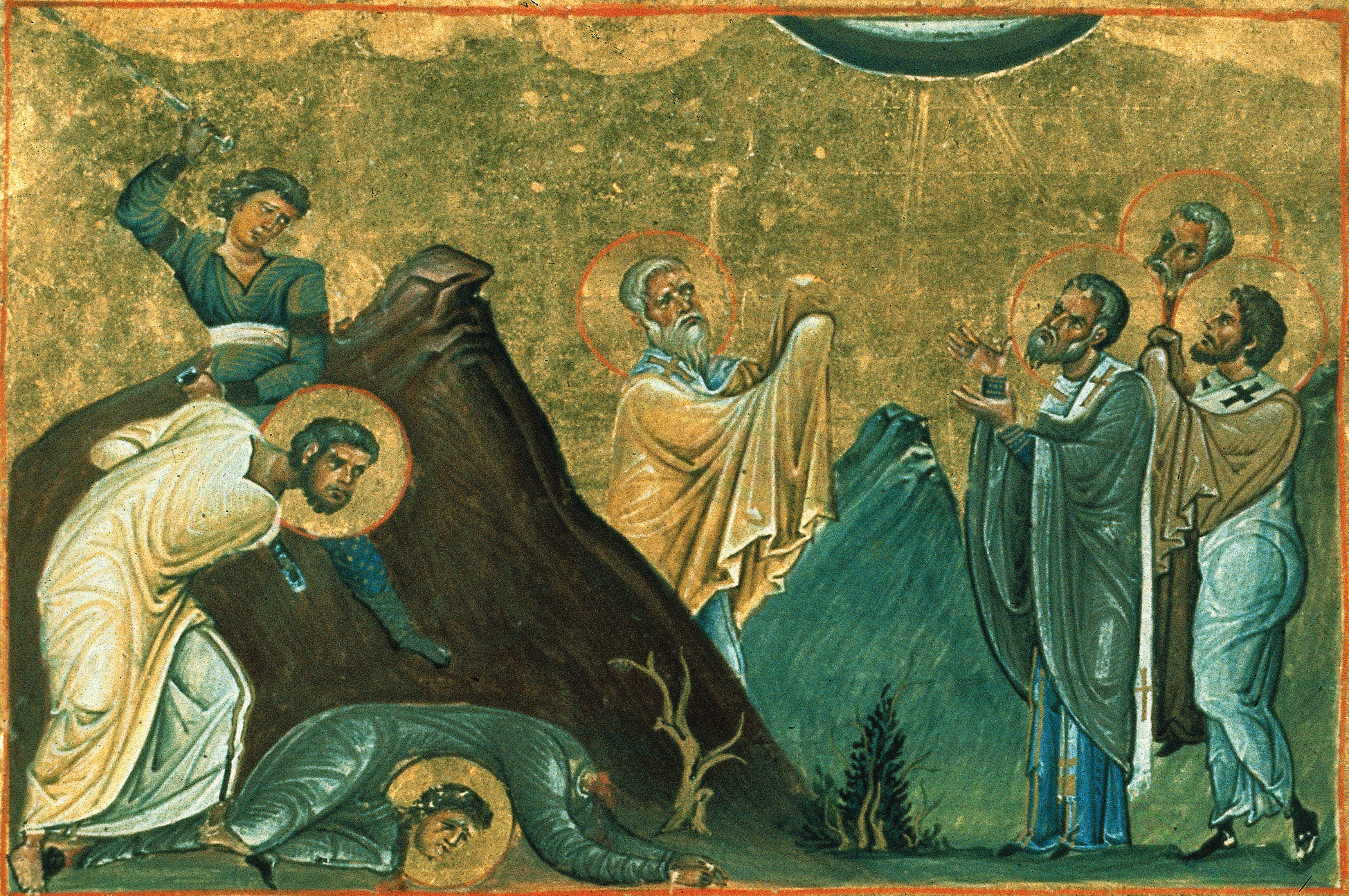
Executie van Erastus, Olympus, Rhodion, Sosipater, Quartus en Tertius. Menologion van Basil II, Constantinopel, 985. Miniatuur. Vaticaanse bibliotheek, Rome.
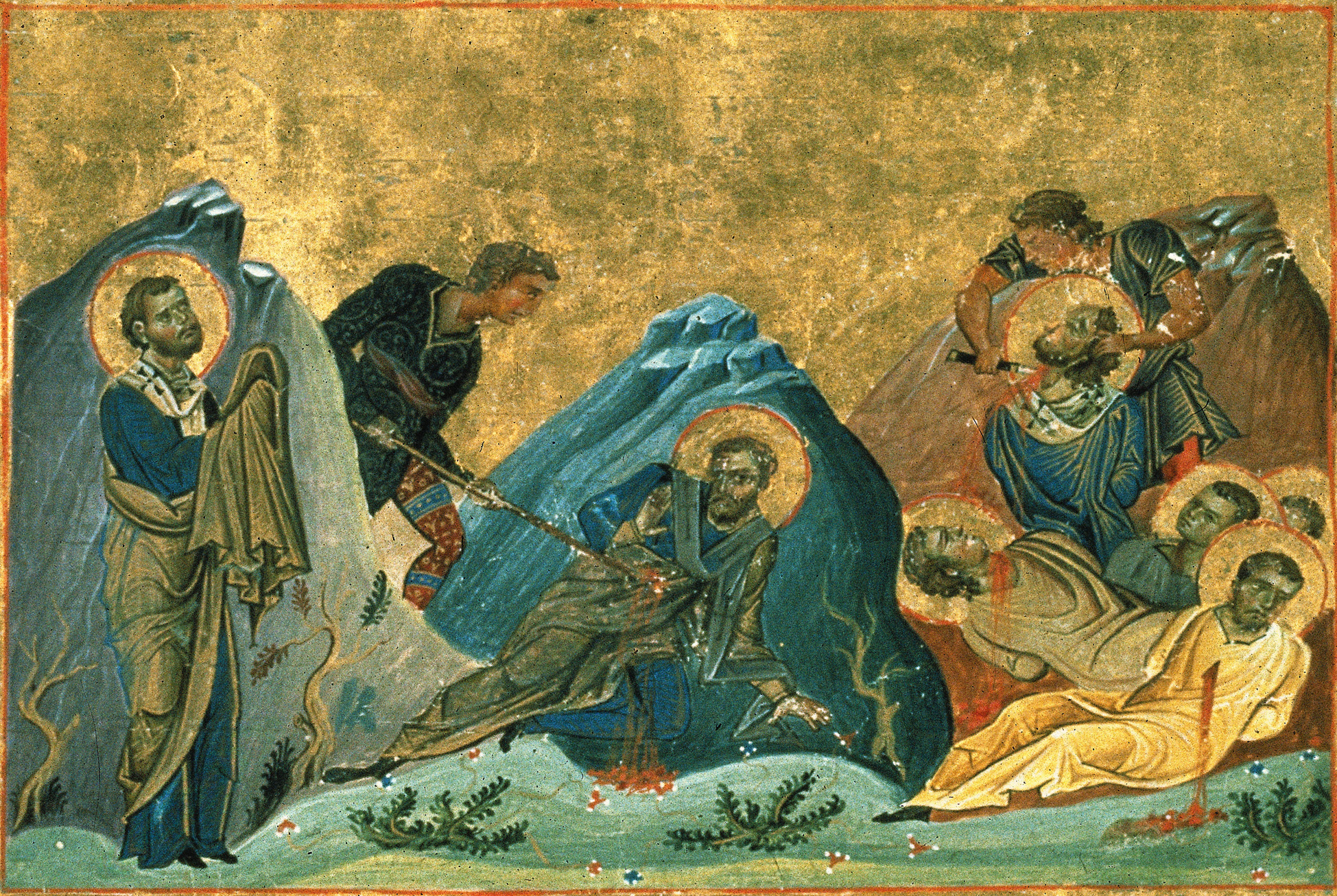
Executie van Stachys, Amplias en Urbanus
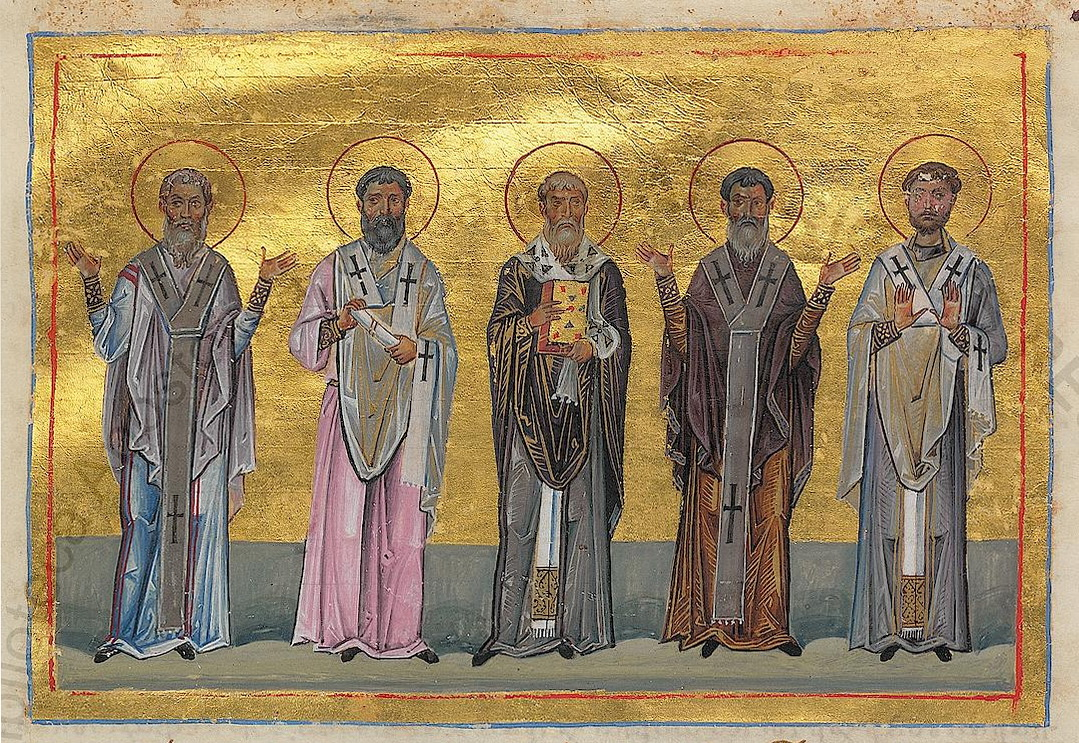
Patrobulus, Hermas, Linus, Caius en Philologus
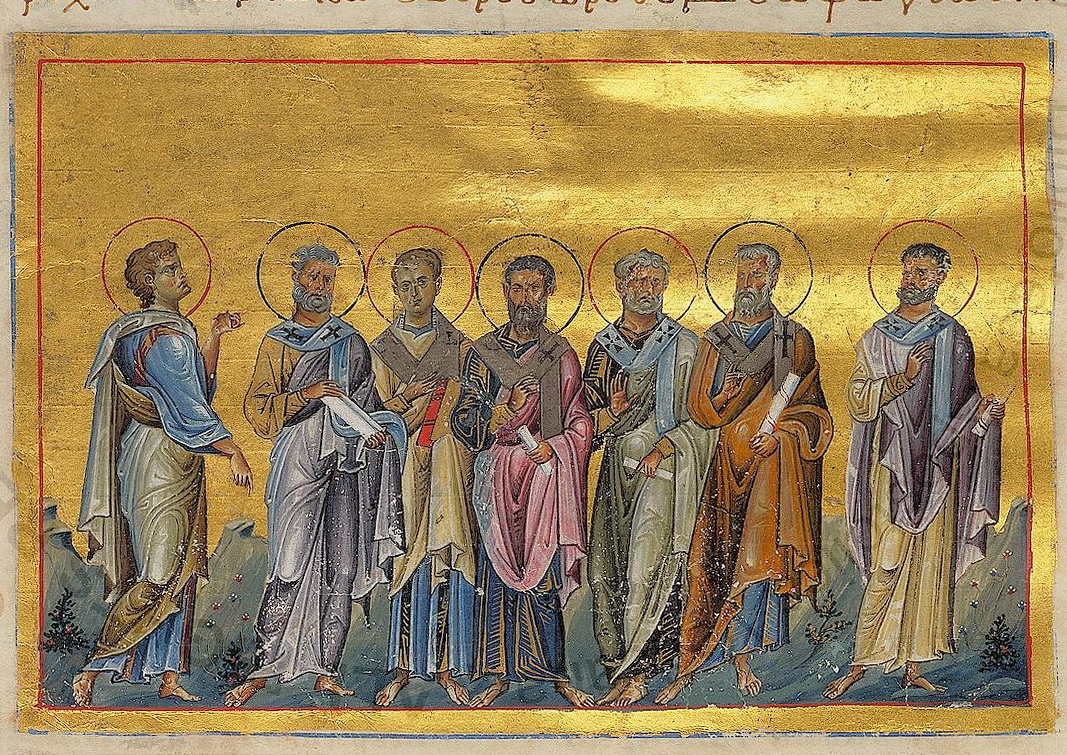
Sosthenes, Apollo, Cephas, Tychicus, Epafroditus, Cæsar en Onesiforus

### Lijst van pseudo-Hippolytus
Tegenpaus Hippolytus of Hyppolitus van Rome was een leerling van Ireneüs van Lyon, die een leerling was van Polycarpus van Smyrna, die weer een leerling was van de apostel Johannes. De werken van Hippolytus werden vóór hun ontdekking in een klooster op Athos in 1854 als verloren beschouwd. Hoewel zijn belangrijkste werk De weerlegging van alle ketterijen snel werd geaccepteerd, toen de valse toeschrijving aan Origenes was opgelost, worden zijn twee kleine werken, Over Christus' twaalf apostelen nog steeds als dubieus beschouwd, Ze vormen een bijlage van zijn werken in de omvangrijke verzameling geschriften van vroege kerkvaders. Zijn lijst in De zeventig apostelen van Christus luidt:
1. Jakobus de Rechtvaardige, bisschop van Jeruzalem
2. Kleopas, bisschop van Jeruzalem
3. Mattias, die de vacante plaats van Judas in het aantal van de twaalf apostelen opvulde
4. Thaddeus van Edessa, die de brief aan Abgarus heeft overgebracht
5. Ananias uit Damascus, die Paulus doopte en bisschop van Damascus was
6. Stefanus, een van de zeven diakens en de eerste martelaar
7. Filippus, een van de zeven diakens en doopte de eunuch
8. Prochorus, een van de zeven diakens en bisschop van Nicomedia, die ook de eerste was die vertrok, geloofde samen met zijn dochters
9. Nikanor, een van de zeven diakens en stierf toen Stefanus als martelaar omkwam
10. Timon, een van de zeven diakens en bisschop van Bosra
11. Parmenas, een van de zeven diakens en bisschop
12. Nikolaüs, een van de zeven diakens en bisschop van Samaria.
13. Barnabas, bisschop van Milaan.
14. Marcus de evangelist, bisschop van Alexandrië
15. Lucas
16. Silas, bisschop van Korinthe
17. Silvanus van de Zeventig, bisschop van Thessaloniki, genoemd in 1 Petrus 5:12 en 2 Korintiërs 1:19
18. Crescens/Crisces, bisschop van Carchedon in Gallië
19. Epenetus van Carthage, bisschop van Carthago
20. Andronikus van Pannonië, bisschop van Pannonië
21. Ampliatus/Amplias, bisschop van Odyssus
22. Urbanus van Macedonië, bisschop van Macedonië
23. Stachys de Apostel, bisschop van Byzantion/Constantinopel
24. Barnabas, bisschop van Heraclea
25. Phygellus, bisschop van Efeze. Hij maakte deel uit van de groep van Simon
26. Hermogenes, idem
27. Demas, die ook een priester van afgoden werd
28. Apelles van Heraklion, bisschop van Smyrna
29. Aristobulus van Britannia, bisschop van Britannia
30. Narcissus van Athene, bisschop van Athene
31. Herodion, bisschop van Tarsus
32. Agabus de profeet
33. Rufus van Thebe, bisschop van Thebe
34. Asyncritus van Hyrcania, bisschop van Hyrcanië
35. Phlegon van Marathon, bisschop van Marathon
36. Hermas/Hermes van Dalmatia, bisschop van Dalmatia
37. Patrobulus, bisschop van Pozzuoli
38. Hermas, bisschop van Philippi
39. Paus Linus, bisschop van Rome
40. Gaius van Efese, bisschop van Efeze
41. Philologus van Sinope, bisschop van Sinope
42. Olympas/Olympus en
43. (He)rodion of Patras kwamen beiden om als martelaar te Rome
44. Lucius van Cyrene, bisschop van Laodicea in Syria
45. Jason van Thessaloniki, bisschop van Tarsus
46. Sosipater, bisschop van Iconium
47. Tertius van Iconium, bisschop van Iconium
48. Erastus van Corinthe, bisschop van Panellas
49. Quartus, bisschop van Berytus
50. Apollos, bisschop van Caesarea
51. Cephas van Iconium
52. Sostenes, bisschop van Colophon
53. Tychicus, bisschop van Colophon
54. Epafroditus, bisschop van Philippi
55. Caesar van Dyrrhachium, bisschop van Dyrrachium
56. Markus van Apollonias, neef van Barnabas, bisschop van Apollonias
57. Justus, bisschop van Eleutheropolis
58. Artemas, bisschop van Lystra
59. Clement, bisschop van Sardinia
60. Onesiforus, bisschop van Corone
61. Tychicus, bisschop van Chalcedon
62. Carpus, bisschop van Berytus in Thrace
63. Evodus, bisschop van Antioch
64. Aristarchus, bisschop van Apamea
65. Johannes Marcus of Marcus, die ook Johannes heet, bisschop van Bibloupolis
66. Zenas, bisschop van Diospolis
67. Philemon, bisschop van Gaza
68. Aristarchus
69. Pudens
70. Trophimus, die met Paulus martelaar werd

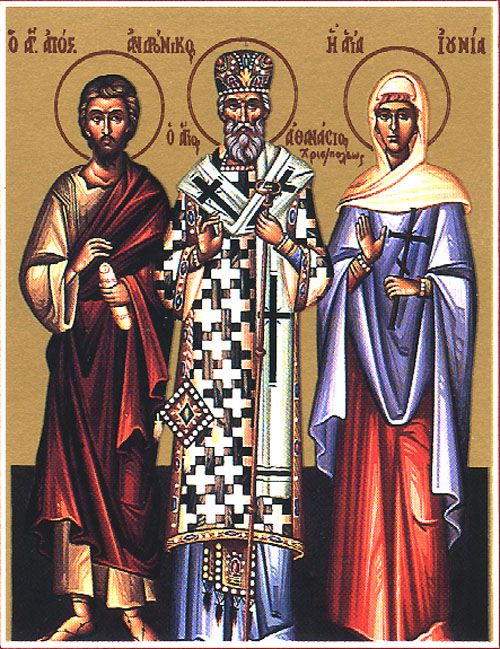
Andronicus van Pannonië, Athanasius van Christianoupolis en Junia, geen jaar bekend
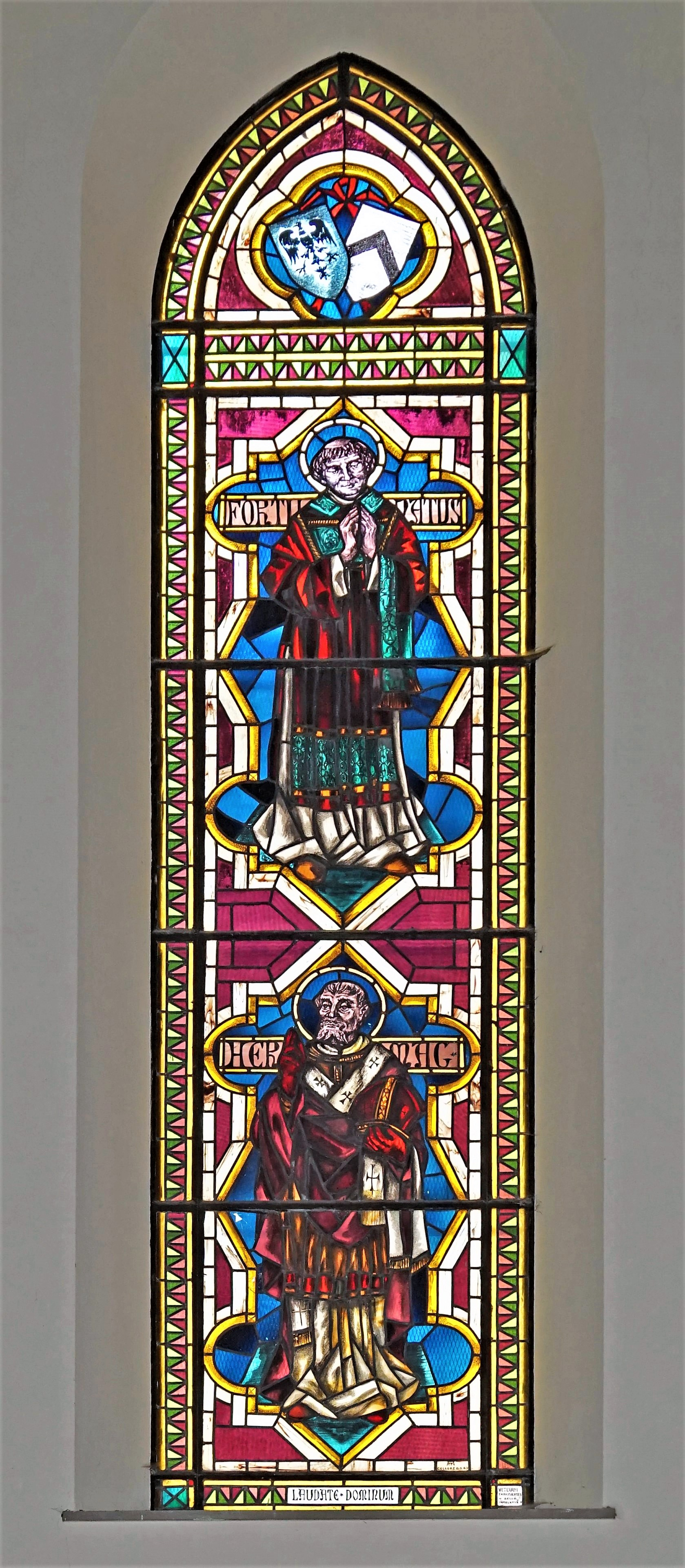
Glas-in-loodraam met de heiligen Hermagoras en Fortunatus, Peter- en Pauluskerk, Trbiž (Tarvisio), Slovenië, 2019

### Andere lijsten
Andere lijsten noemen ook:
1. Achaicus (1 Korintiërs 16:17)
2. Aquila
3. Archippus
4. Clement, bisschop van Sardis
5. Crispus, bisschop van Chalcedon in Galilea
6. Epaphras, bisschop van Andriaca
7. Fortunatus
8. Jozef van Arimatea
9. Onesimus
10. Parrobus, bisschop van Pottole
11. Simeon, zoon van Cleopas, tweede bisschop van Jerusalem
12. Quadratus
13. Dorkas, Aramees: Tabita, een vrouwelijke discipel, die door Petrus uit de dood werd opgewekt
14. Timotheus, bisschop van Efeze
15. Titus, bisschop van Kreta

en
1. Alphaeus, vader van de apostelen Jacobus en Mattheus
2. Apphia, vrouw van de apostel Philemon. Terwijl er bij haar thuis een kerkdienst was, vielen heidenen de groep aan en namen Apphia, Philemon en Archippus mee om te vermoorden. Ze werd martelares en wordt herdacht op 19 februari.
3. Junia, begeleidde Andronicus en predikte in heel Pannonië. Ze was familie van de apostel Paulus en werd een martelares. Romeinen 16:7
4. Zacheüs, werd door de apostel Petrus aangesteld als bisschop van Caesarea en wordt genoemd in Lucas 19:1–10